# Siloca viaria
Siloca viaria là một loài nhện trong họ Salticidae.
Loài này thuộc chi Siloca. Siloca viaria được Elizabeth Maria Gifford Peckham & George William Peckham miêu tả năm 1901.